# Will McBride
Pour les articles homonymes, voir McBride.
Will McBride (né le 10 janvier 1931 à Saint-Louis et mort le 29 janvier 2015 à Berlin) est un photographe de reportage et d'art américain. Il est aussi illustrateur, peintre et sculpteur.

## Biographie
Ayant grandi à Chicago, il fait ses études à l'Université du Vermont puis à l'Art Institute of Chicago. Il est finalement diplômé à l'Université de Syracuse en 1953 avant de partir faire son service militaire en Allemagne jusqu'en 1955.
Il s'installe alors définitivement comme photographe en Allemagne. Son œuvre photographique se concentre essentiellement sur la nudité masculine en majorité d'adolescents ; ce qui lui vaudra parfois d'être censuré dans certains pays notamment en 1975 pour son livre Show Me ! (Zeig Mal !), livre photographique pédagogique sur la sexualité.
« Je suis engagé dans la vie qui m'entoure de toutes parts et je fais des photos. Plus je me sens engagé, meilleures sont mes photos. » dit Will McBride.

## Prix et distinctions
- 2004, : Prix Erich-Salomon.

## Expositions
- Arles : Rencontres internationales de la photographie d'Arles, 1977.
- Bologne, Galleria d'Arte Moderna.
- Munich : Dany Keller Galerie.
- Berlin : Galerie Argus Fotokunst.
- Paris : Galerie Au Bonheur du Jour (11, rue Chabanais, 2e arrondissement), 11 mars - 24 avril 2015[2]